# Хейниокский пролив

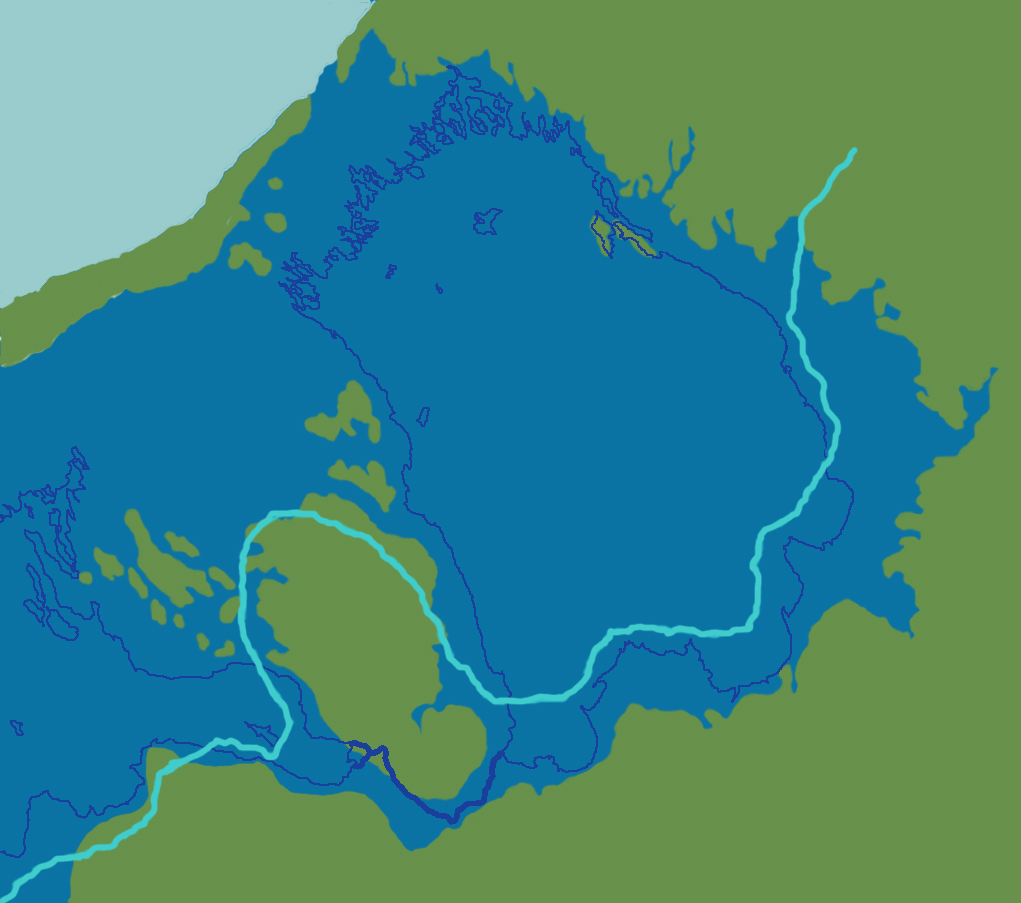
Хейниокский пролив в период существования Балтийского ледникового озера (между 12 200 и 10 500 лет назад). Голубая линия — граница покровного оледенения 13 300 лет назад

Хейниокский пролив — пролив между бассейнами Ладожского озера и Балтийского моря, существовавший на севере Карельского перешейка в период между 12 200 и 9000 лет назад.
Пролив получил своё название по деревне Хейнийоки (фин. Heinjoki) в районе которой находился порог стока из Ладожского озера в Финский залив.

## История
Северная часть Карельского перешейка освободилась от ледника около 12 200 лет назад. На территории между Лемболовской возвышенностью и фронтом ледника возник широкий пролив, соединяющий котловины Ладожского озера и Балтийского моря, занимаемые в эту эпоху Балтийским ледниковым озером. Спуск Балтийского ледникового озера около 10 300 лет назад привёл к стремительному падению уровня в Балтийском бассейне на 25—28 метров до уровня моря в течение всего нескольких лет. Падение уровня Балтийского бассейна привело к обособлению Ладожского озера и осушению пролива между ними.
На протяжении Иольдиевой стадии эволюции Балтийского бассейна (10 300—9500 лет назад) Ладога оставалась озером, сток из которого осуществлялся через систему проток и озёр по территории, ранее занимаемой Хейниокским проливом.

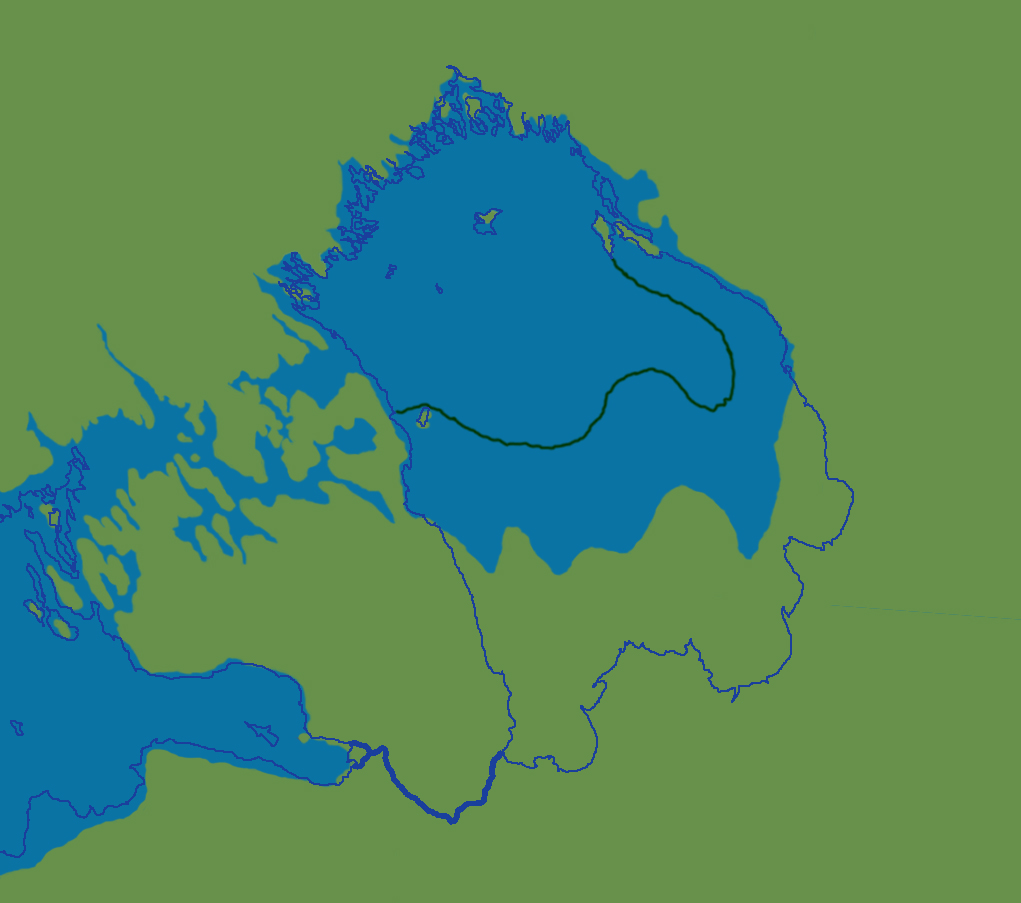
Хейнийокский пролив в период существования Анцилового озера (между 9300 и 9200 лет назад). Зелёная линия — положение южной береговой линии Ладожского озера во время существования Иольдиевого моря

С началом Анциловой стадии 9500 лет назад начинается подъём уровня Балтийского бассейна на 15—20 метров, что приводит к повторному объединению бассейнов Балтики и Ладожского озера через Хейниокский пролив. Уровень Анцилового озера достигает максимума около 9300—9200 лет назад, затем постепенно снижается достигнув уровня моря около 9000 лет назад. Около этого времени Ладога вновь обособляется от Балтийского бассейна, а её уровень опускается значительно ниже современных отметок. Хейниокский пролив окончательно обсыхает и на севере Карельского перешейка появляются современные озёра.

## Критика
На основании исследований отложений долины реки Невы был получен ряд убедительных доказательств непрерывного стока по долине на протяжении всего голоцена. Такая оценка возраста Невы ставит под сомнение саму возможность существования Хейниокского пролива, или, во всяком случае, предполагает бифуркацию стока из Ладожского озера между Хейниокским проливом и Невой на стадии Балтийского ледникового озера и исключает сток по территории Хейниокского пролива в Иольдиевое море и само существование пролива в Анциловой стадии.